# خاميه توماس
خاميه توماس (بالإنجليزية: Jamie Thomas)‏ (22 مايو 1992 في الولايات المتحدة - ) هو لاعب كرة قدم أمريكي في مركز الدفاع. لعب مع نيو يورك ريد بولز 2 ونادي بان.